# میناها
مینا یا مرغ مینا (به انگلیسی: Myna) نام عمومی گروهی از پرندگان از خانواده سارها است. این پرندگان متعلق به راستهٔ گنجشک‌سانان بوده و شامل بیش از ۳۵ گونه مختلف هستند.
این پرندگان بومی جنوب آسیا و کشورهای مثل هند، پاکستان و بنگلادش هستند. چندین گونه از میناها به خصوص گونهٔ مینای معمولی به مناطقی وسیع در آمریکای شمالی، استرالیا، آفریقای جنوبی، فیجی و نیوزیلند به‌طور غیرطبیعی معرفی و وارد شده و به صورت یک گونهٔ مهاجم در این مناطق پراکنده و تکثیر شده‌اند.

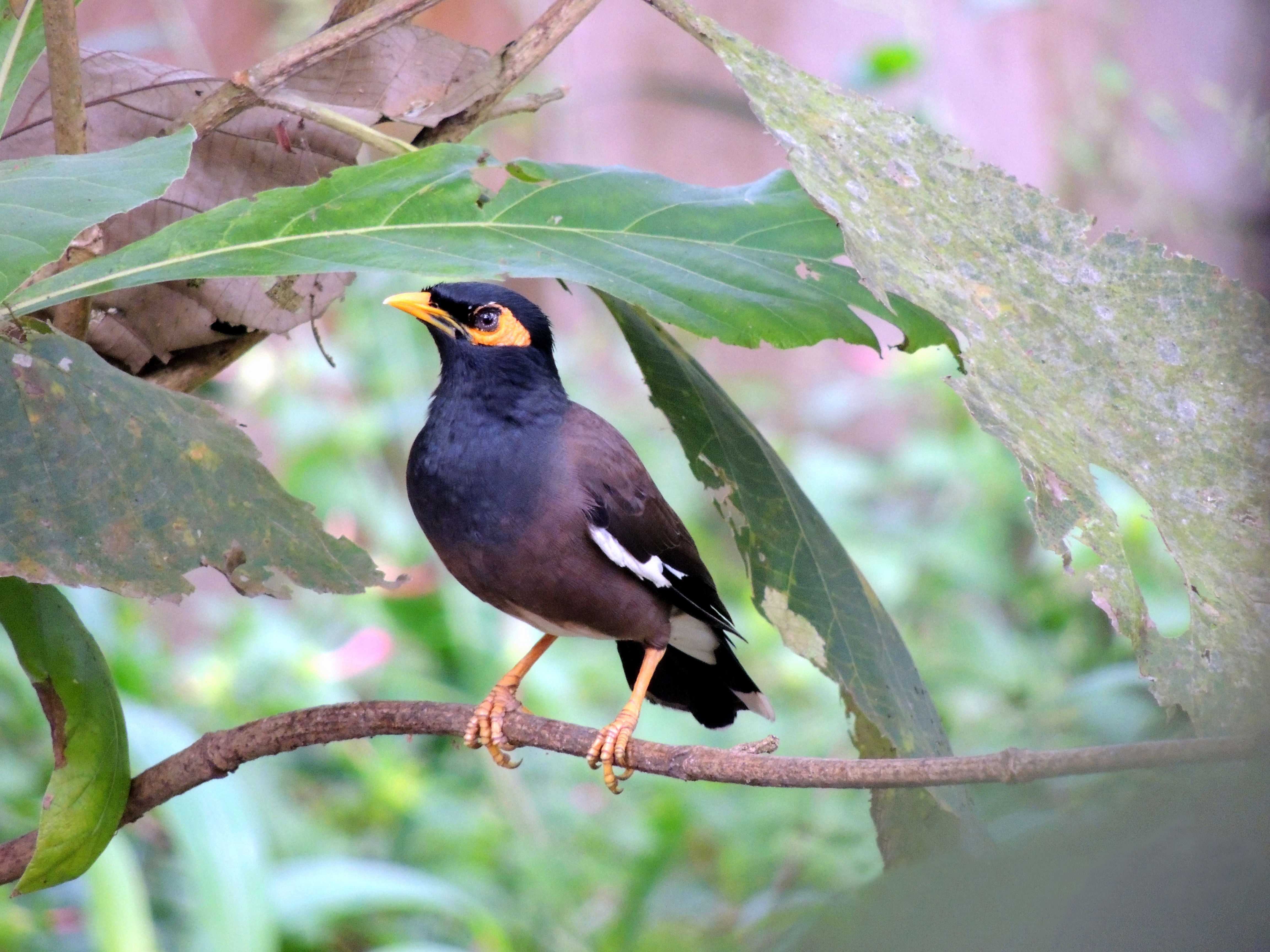
مینای معمولی

## واژه‌شناسی
نام «مینا» در حقیقت یک نام هندی است، که ریشه‌ای سانسکریتی دارد و از زبان هندی به دیگر زبان‌ها راه یافته است. واژهٔ مینا به‌طور کلی به تمامی گونه‌های سار که بومی شبه قارهٔ هند هستند گفته می‌شود. برخی از این گونه‌ها از نظر تکاملی ارتباط خویشاوندی نزدیکی با یکدیگر ندارند.

## ویژگی‌ها

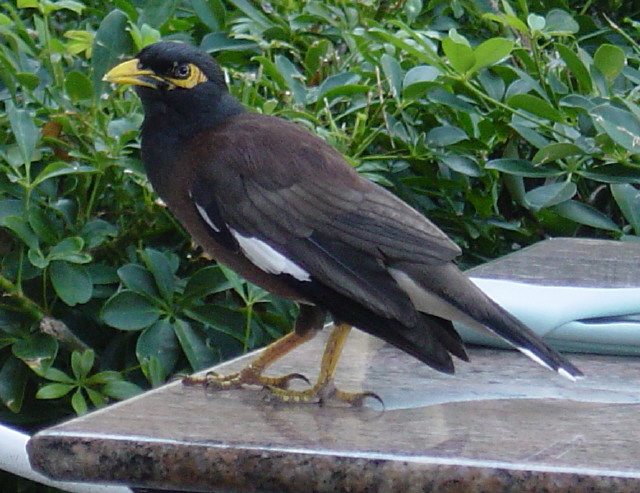
مرغ مینا

میناها پرندگانی با جثه‌ای متوسط از راستهٔ گنجشک‌سانان و خانوادهٔ ساران هستند. این پرندگان دارای پاهایی قوی بوده و به صورت اجتماعی و در دسته‌های بزرگ دیده می‌شوند. پرواز میناها قوی و مستقیم بوده و معمولاً مناطق باز و دشتی دارای درختان و بوته‌های پراکنده را به عنوان زیستگاه خود انتخاب می‌کنند. رنگ اکثر گونه‌های مینا تیره است و معمولاً سیاه یا قهوه‌ای و گاهی براق هستند. بعضی از آن‌ها دارای نقش‌هایی سفید، خاکستری و زرد بر روی بدن و سر خود هستند. اکثر میناها، شکاف‌ها و سوراخ‌ها را برای آشیانه و تخم‌گذاری خود انتخاب می‌کنند. طول عمر میناها در طبیعت بین ۱۲ تا ۲۵ سال است. برخی از گونه‌های مینا، دارای تعداد زیاد و جمعیت پایداری در طبیعت هستند و برخی از آن‌ها مانند مینای بالی، بسیار کمیاب و به‌شدت در معرض انقراض هستند.
میناها عموماً پرندگانی همه‌چیزخوار بوده و از میوه‌ها، دانه‌ها و دیگر بخش‌های گیاهان و همچنین حشرات و جانوران کوچک تغذیه می‌کنند. برخی از گونه‌های مینا مانند مینای معمولی و مینای تپه‌ای معمولی از پرندگان سخنگو هستند و در شرایط اسارت، توانایی یادگیری و تکرار صداهای مختلف از جمله صدای انسان را داشته و گاهی به عنوان پرندهٔ اهلی و خانگی نگهداری می‌شوند. در تغذیه مینا بایستی بسیار دقت نمود و از مصرف بیش از حد دانه‌های روغنی و همچنین غذاهای حاوی آهن خودداری کرد، به این علت که می‌تواند منجر به ایجاد بیماری ذخیره آهن و لیپیدوز کبدی در مینا شده و عمر پرنده را به شدت کاهش دهد.

## گونه‌ها

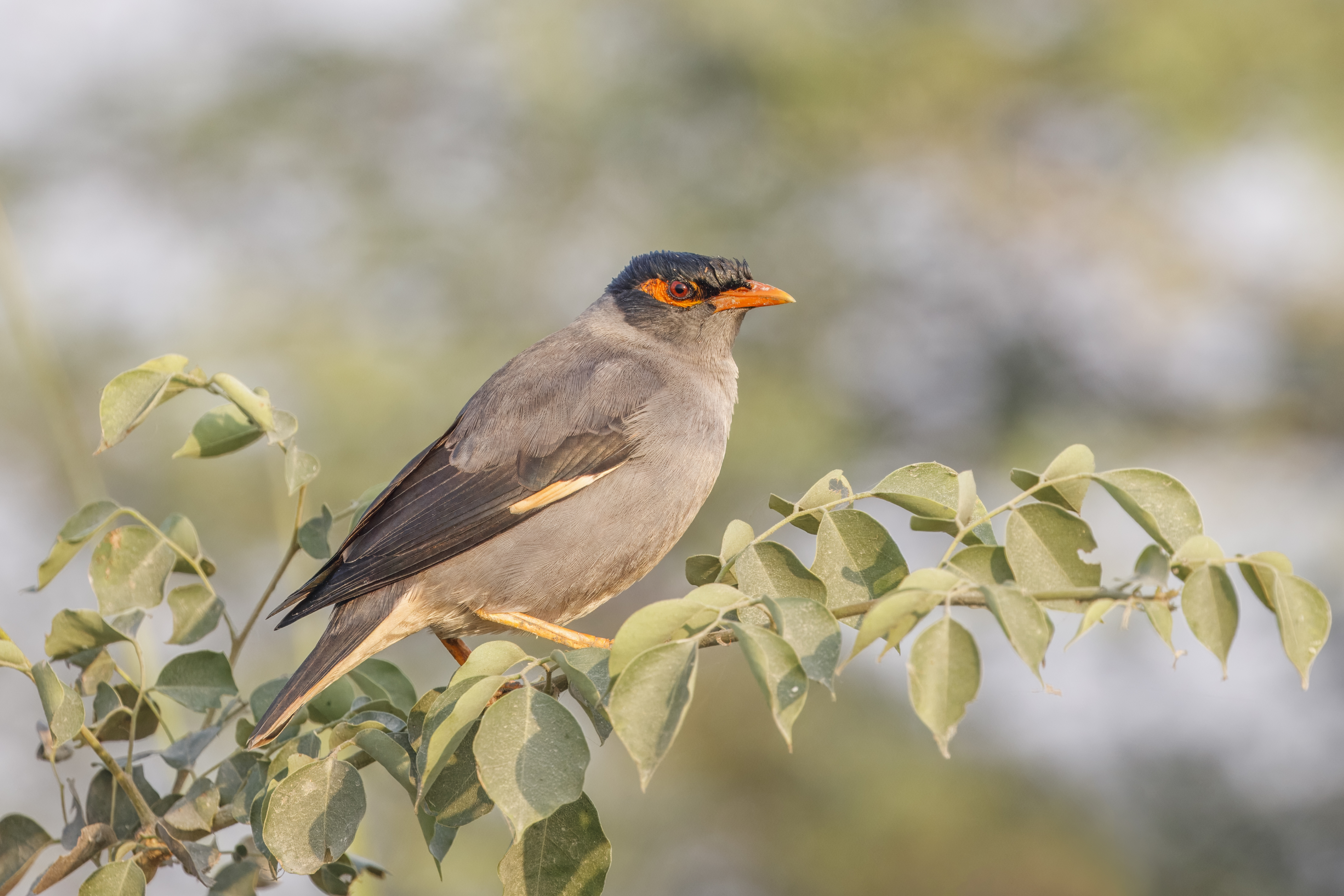
مینای کرانه

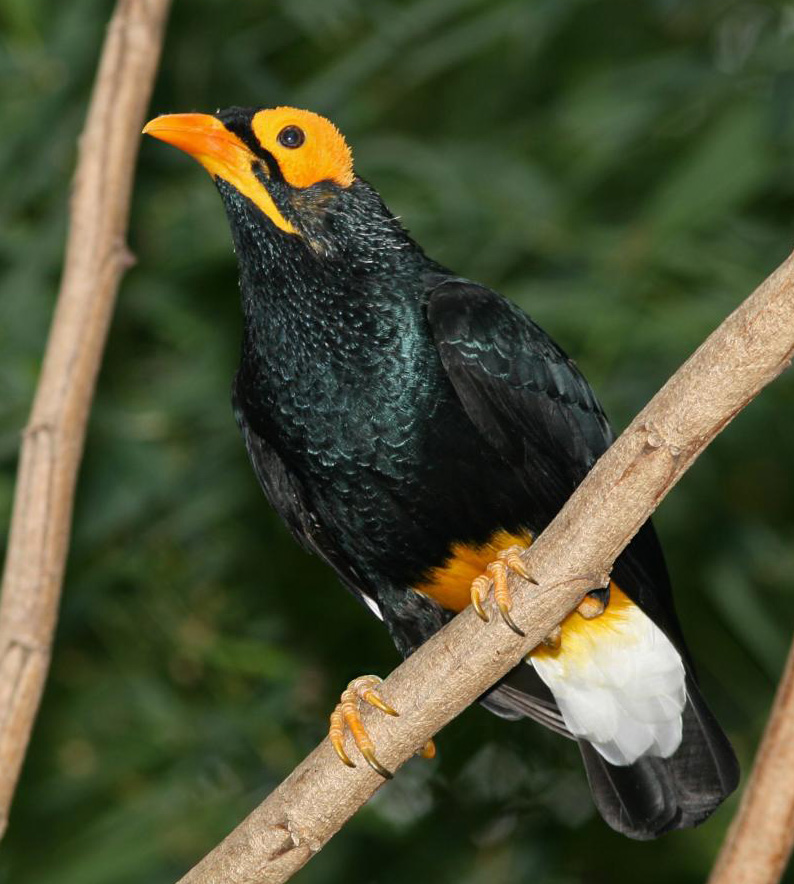
مینای رخ‌زرد

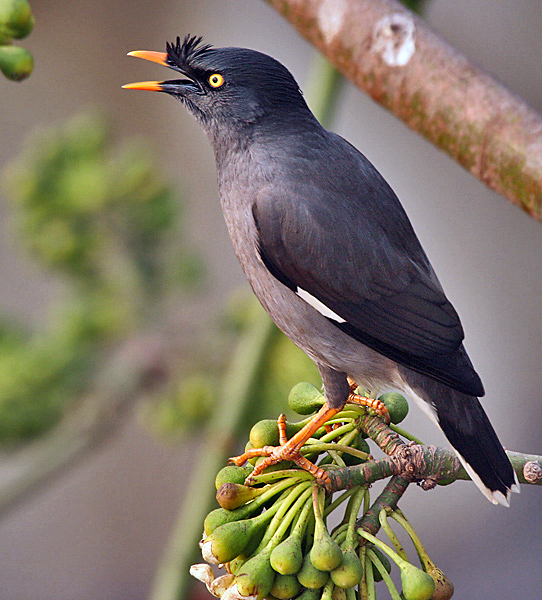
مینای جنگلی

سردهٔ میناهای معمولی
- مینای دمگاه‌سفید
- مینای تاج‌دار
- مینای جاوه‌ای
- مینای شکم‌روشن
- مینای جنگلی
- مینای طوقه

- مینای کرانه
- مینای معمولی
- مینای بالی
- سار سینه‌شرابی
- سار پرسیاه
- سار نوک‌قرمز
- سار گونه‌سفید

سردهٔ میناهای گوشواره ای و Mino
- مینای رخ‌زرد
- مینای طلایی
- مینای دم‌دراز
- مینای تپه‌ای معمولی
- مینای گوشواره‌ای جزیره اینگانو
- مینای گوشواره‌ای جزیره نیاس
- مینای گوشواره‌ای سیلانی